# 廖添誠
廖添誠（英語：Marcus Liu Tin-shing，1983年—），於美國德克薩斯大學奧斯汀分校攻讀經濟學系。2011年在加州大學洛杉磯分校獲取經濟學博士，專門研究股票波幅，大數據分析。現於香港理工大學Speed大專學院任職客席講師，是前新思維副主席，現時為新民黨成員，現任創新科技及工業局局長政治助理。

## 簡歷
廖添誠於美國德克薩斯州大學奧斯汀分校經濟學系畢業，及後在加州大學洛杉磯分校修畢經濟學博士學位，曾在建制派的《星島日報》、《HKG報》和《港人講地》撰寫評論文章。過去的評論被認為是立場親建制派。

## 地區工作
廖添誠自2016年中退出政黨新思維及其副主席一職後，現已轉投新民黨。除擔任學院講師外，作為大坑居民的他於2019年作為召集人發起「大坑關注社」及推出「大坑水電工」等項目為區內居民提供以往忽略的民生服務。

## 立法會選舉
2016年立法會選舉新界東直選獨立候選人，是前民建聯成員，2015年加入新思維，成為副主席。
2016年7月退出新思維，參加2016年香港立法會選舉，標榜反對港獨。
他和姜炳耀、李維合組的名單在2016年香港立法會選舉新界東直選，最終僅得850票落選。
2021年，參選香港立法會選舉地方選區選舉但落敗。

## 外部連結
| 官衔                                         | 官衔                                           | 官衔 |
| -------------------------------------------- | ---------------------------------------------- | ---- |
| 前任者： 張曼莉 （創新及科技局局長政治助理） | 創新科技及工業局局長政治助理 2022年7月25日至今 | 現任 |